# Копалейшвили, Вахтанг Карлович
Вахтанг Карлович Копалейшвили (груз. ვახტანგ კარლოს ძე კოპალეიშვილი) (26 декабря 1954, Самтредиа, Грузинская ССР, СССР — 13 февраля 2015) — советский футболист, полузащитник. Мастер спорта СССР (1976), грузинский тренер.

## Биография
Воспитанник Глданского спортинтерната Тбилиси, тренеры В. Панделов, В. Элошвили. Выступал за команды «Динамо» Тбилиси (1973—1980, 1983) и «Гурия» Ланчхути (1980—1982, 1984—1987). В составе «Динамо» в высшей лиге провёл 84 матча, забил два гола, сыграл четыре матча в еврокубках. За «Гурию» сыграл 202 игры, забил 62 гола в первой лиге и 24 игры, один гол — в высшей (1987).
Работал тренером в футбольной школе «Динамо» Тбилиси, тренировал юношескую и молодёжные сборные.
Скончался 13 февраля 2015 года.

## Достижения
- Обладатель Кубка СССР: 1976
- Серебряный призёр чемпионата СССР: 1977
- Бронзовый призёр чемпионата СССР: 1976 (осень)
- Серебряный призер Спартакиады народов СССР 1979.